# Sebastião Bugalho
Sebastião Maria Reis Bugalho (15 de Novembro de 1995) é um jornalista[carece de fontes?], político português e Eurodeputado do Partido Social Democrata.
Cabeça-de-lista pela Aliança Democrática nas eleições parlamentares europeias de 2024, foi eleito Eurodeputado para o mandato 2024-2029.

## Biografia
Sebastião Bugalho é o filho mais velho dos jornalistas João Alberto Santos Fernandes Bugalho e Patrícia Reis, editora da revista Egoísta, da Estoril Sol e escritora.
Foi aluno do curso de Ciência Política, no Instituto de Estudos Políticos da Universidade Católica, e mantém estudos no ISCTE – Instituto Universitário de Lisboa.

### Atividade na comunicação social
Começou a sua carreira jornalística no jornal i, focando-se na cobertura noticiosa do partido CDS. Subsequentemente foi convidado a assinar uma coluna de opinião. Pouco antes de abandonar a carreira jornalística, publica uma peça acerca da futura lista de candidatos do CDS às eleições legislativas de 2019, lista essa que ele mais tarde integrou.
Depois foi convidado para fazer comentário político na TVI, com José Miguel Júdice e Constança Cunha e Sá, tornando-se uma personagem mediática, chegando a ter um programa, com António Rolo Duarte, o Novos Fora Nada, na TVI24.
Foi colunista no Diário de Notíciasno Observador e comentador na CNN Portugal. Desde outubro de 2023 que é comentador na SIC Notícias, que nesse mesmo mês passou por um rebranding. Também é colunista noutra plataforma da Impresa, o semanário Expresso.

### Atividade política
Foi escolhido por Assunção Cristas para integrar, em sexto lugar, a lista do CDS, nas eleições legislativas de 2019, pelo círculo de Lisboa, como independente. Nessa altura não foi eleito, mas, mais tarde, em setembro de 2021, pôde substituir a deputada Ana Rita Bessa  na Assembleia da República de Portugal, sendo que nessa altura não aceitou assumir o cargo.
Em 2024, foi escolhido pelo líder do Partido Social Democrata Luís Montenegro para ser o cabeça de lista da Aliança Democrática às eleições parlamentares europeias desse ano.. Nessas mesmas eleições foi eleito eurodeputado.

### Colunas jornalísticas
- Sebastião Bugalho, coluna no Diário de Notícias
- Sebastião Bugalho, coluna na CM Portugal
- Sebastião Bugalho, coluna no Observador
- Sebastião Bugalho, coluna no Jornal I Digital
- Sebastião Bugalho, coluna no blogue Aventar

### Entrevistas
- Sebastião Bugalho: “Seria muito mais fácil ser de esquerda, mas não seria tão divertido”, por José Varela Rodrigues, O Jornal Económico, 23 de Setembro de 2018